# Evans Bradshaw
Evans Bradshaw junior (Memphis (Tennessee), april 1933 - aldaar, 17 november 1978) was een Amerikaanse jazzpianist.

## Biografie
Bradshaw's vader Evans Bradshaw sr. (1912–1978) was saxofonist en bandleider in Memphis. De jonge Bradshaw trad al als jonge jongen als professioneel muzikant op. Op zijn twaalfde werd hij lid van de band van zijn vader. Bradshaw, een jeugdvriend van Phineas Newborn, begeleidde in 1952 met o.m. Frank Strozier voor Sun Records de zanger Erskine McLellan en nog datzelfde jaar deed hij mee aan nog een andere Sun-sessie, met Raymond Hill en Houston Stokes. In 1953 vertrok hij naar Flint (Michigan), waar hij ging werken in de automobielindustrie. Daarnaast trad hij op met een eigen trio. 
In juni 1958 nam Bradshaw voor Riverside Records in een trio met Jamil Nasser en Philly Joe Jones in New York zijn debuutalbum op (Look Out for Evans Bradshaw), met een eigen nummer en standards als "Georgia on My Mind“ en "Love for Sale“. Begin 1959 volgde een tweede plaat voor Riverside, Pieces of Eighty-eight, opgenomen met Alvin Jackson en Richard Allen. In de jazz speelde hij tussen 1952 en 1959 mee op vijf opnamesessies. In de jaren erna trad hij met zijn trio op in de Village Vanguard, ook speelde hij op het Detroit Jazz Festival.